# ویتوریا ریسی
ویتوریا ریسی (انگلیسی: Vittoria Risi؛ زاده ۳ نوامبر ۱۹۷۸) بازیگر پورنوگرافی و چهره تلویزیونی ایتالیایی است.